# My Little Pony: A Amizade É Mágica (9.ª temporada)
A nona temporada e última temporada de My Little Pony: A Amizade É Mágica, uma série animada desenvolvida por Lauren Faust, originalmente exibido no canal Discovery Family nos Estados Unidos. A série é baseada na linha de brinquedos e animações homônimos, criada pela Hasbro, e muitas vezes é convocada por colecionadores para ser a quarta geração, ou "G4", da franquia My Little Pony. Esta temporada estreou nos Estados Unidos, no dia 6 de abril de 2019 e terminou no dia 12 de outubro de 2019. No Brasil, estreou no dia 6 de julho de 2019 e terminou no dia 19 de agosto de 2020 mas sem o seu final faltando dois episódios. Sendo em 2022 disponibilizado os episódios 12 e 26 no Globoplay entre os dias 30 de julho e 1 de agosto de 2022 respectivamente.

## Desenvolvimento
Em 17 de fevereiro de 2018, na American International Toy Fair em Nova York, uma nona temporada foi anunciada pela Hasbro. No TV Kids Guide pelo Gaumont, foi confirmado que a nona temporada terá 26 episódios. A escrita para esta temporada começou no final de 2017. Entre os destaques estão o 200º episódio da série, bem como o retorno de "Weird Al" Yankovic e Patton Oswalt como Cheese Sandwich e Quibble Pants, respectivamente.

## Transmissão
Na versão original, a primeira metade da nona temporada estreou no dia 6 de abril de 2019, no canal Discovery Family. A segunda metade da temporada estreou no dia 3 de agosto do mesmo ano. Os episódios serão exibidos às 11:30 (UTC−5). A temporada terminou no dia 12 de outubro de 2019, com três episódios as duas partes do episódio "The Ending of the End" e "The Last Problem", assim encerrando de vez a série com chave de ouro.
No Brasil, estreou no dia 6 de julho de 2019, ás 18:30 no canal Discovery Kids. Na decisão do canal, decidiram não exibir novos cinco episódios diariamente e sim exibir dois episódios semanalmente aos sábados, assim como o país de origem que estreiam um episódio inédito, e diferente da oitava temporada que estreou no dia 7 de janeiro e terminou as pressas em 8 de fevereiro, isso foi feito em estratégia para recuperar o prestígio da série após os hiatos dos episódios da 7ª temporada, que havia causado baixa audiência no canal por quase 2 anos de exibição e também teve baixa popularidade. No momento, a programação deu certo, para que a 9ª temporada estreasse no segundo semestre. Apenas 11 episódios foram exibidos de julho até agosto de 2019 e durante esse hiato todo em cerca de quase um ano e uma semana sem episódios novos em 3 de agosto de 2020 a série voltou a ser exibida no canal com novos episódios diariamente as 13:00 começando com o episódio Entre o Escuro e o Amanhecer e terminando com o episódio O Fim do Fim - Parte 2. Mas por essa razão, os episódios A Última Cruzada e O Último Problema nunca foram exibidos na TV por censura dos casais LGBT e deixando até mesmo essa temporada inacabada nesse país e sem o seu final isso até dois anos depois entre os dias 30 de julho e 1 de agosto de 2022, a plataforma de streaming Globoplay lançou em seu catálogo todos os episódios da 9ª temporada, incluindo os episódios A Última Cruzada e O Último Problema, inéditos até então para o público brasileiro decretando assim oficialmente o encerramento do desenho no Brasil.

## Episódios
Esta temporada contém 26 episódios, cada um tendo aproximadamente 22 minutos.
| # | #  | Titulo                                                          | Dirigido por          | Escrito por | Exibição                                    | Código de produção | Audiência (em milhões) |
| --- | -- | --------------------------------------------------------------- | --------------------- | --- | ------------------------------------------- | ------------------ | ---------------------- |
| 197 | 1  | "O Começo do Fim" (Parte 1) "The Beginning of the End" (Part 1) | Denny Lu e Mike Myhre | Joanna Lewis e Kristine Songco | 6 de abril de 2019 6 de julho de 2019       | 901                | N/A                    |
| Quando Celestia e Luna decidem entregar Equestria a Twilight e suas amigas, a nova líder começa a duvidar de sua capacidade. Enquanto o vilão Grogar conspira para conquistar todos os pôneis, o Rei Sombra traça seus planos de dominar o imperio de cristal mais uma vez. |    |                                                                 |                       | |                                             |                    |                        |
| 198 | 2  | "O Começo do Fim" (Parte 2) "The Beginning of the End" (Part 2) | Denny Lu e Mike Myhre | Joanna Lewis e Kristine Songco | 6 de abril de 2019 6 de julho de 2019       | 902                | N/A                    |
| Enquanto Twilight e as outras pôneis tentam lidar com a destruição da Árvore e Elementos da Harmonia, o Rei Sombra controla a mente de todos os pôneis e assume o trono de equestria.                                                                                       |    |                                                                 |                       | |                                             |                    |                        |
| 199 | 3  | "Desenraizados" "Uprooted"                                      | Denny Lu e Mike Myhre | Nicole Dubuc | 13 de abril de 2019 13 de julho de 2019     | 903                | N/A                    |
| As Young 6 respondem a uma invocação mágica da Árvore da Harmonia, mas descobrem que ela foi destruída. Agora, elas precisam encontrar a melhor forma de honrar sua memória.                                                                                                |    |                                                                 |                       | |                                             |                    |                        |
| 200 | 4  | "Sete Pôneis e Um Segredo" "Twilight's Seven"                   | Denny Lu e Mike Myhre | História por : Tara Strong, Ashleigh Ball, Andrea Libman, Tabitha St. Germain e Cathy Weseluck Roteiro por : Josh Haber e Nicole Dubuc | 20 de abril de 2019 13 de julho de 2019     | 904                | N/A                    |
| Twilight e Shining Armor se enfrentam para acabar com uma antiga rivalidade, mas logo descobrem que não são os únicos competidores. |    |                                                                 |                       | |                                             |                    |                        |
| 201 | 5  | "O Ponto Sem Volta" "The Point of No Return"                    | Denny Lu e Mike Myhre | Gillian M. Berrow | 27 de abril de 2019 20 de julho de 2019     | 905                | N/A                    |
| Twilight percebe que nunca devolveu um livro à Biblioteca de Canterlot. Além de ter que pagar uma multa altíssima, ela descobre que pode ter sido a causa da demissão de sua bibliotecária favorita.                                                                        |    |                                                                 |                       | |                                             |                    |                        |
| 202 | 6  | "Terreno em Comum" "Common Ground"                              | Denny Lu e Mike Myhre | Josh Haber | 4 de maio de 2019 20 de julho de 2019       | 906                | N/A                    |
| Quibble Pants, um velho amigo de Rainbow Dash, precisa da ajuda da amiga para se aproximar da filha de um pônei especial. Assim como Dash, ela adora esportes, mas Quibble está longe disso.                                                                                |    |                                                                 |                       | |                                             |                    |                        |
| 203 | 7  | "Ela é Toda Iaque" "She's All Yak"                              | Denny Lu e Mike Myhre | Brian Hohlfeld | 11 de maio de 2019 27 de julho de 2019      | 907                | N/A                    |
| Sandbar pede a Yona uma dança de pônei, e ela recorre a Rarity e seus amigos para uma reforma na aparência e também na personalidade. |    |                                                                 |                       | |                                             |                    |                        |
| 204 | 8  | "Aminimigos" "Frenemies"                                        | Denny Lu e Mike Myhre | Michael Vogel | 18 de maio de 2019 3 de agosto de 2019      | 908                | N/A                    |
| Grogar envia sua legião em uma missão para conquistar aliados. Infelizmente, seu plano funciona tão bem que eles quase se tornam amigos. |    |                                                                 |                       | |                                             |                    |                        |
| 205 | 9  | "Doce e Ardente" "Sweet and Smoky"                              | Denny Lu e Mike Myhre | Kim Beyer-Johnson | 25 de maio de 2019 3 de agosto de 2019      | 909                | N/A                    |
| Smolder retorna a Terra dos Dragões com Spike e Fluttershy para ajudar a animar seu irmão sensível. Quando chegam, surge outro problema: os ovos de dragão não estão chocando.                                                                                              |    |                                                                 |                       | |                                             |                    |                        |
| 206 | 10 | "De Volta à Semente" "Going to Seed"                            | Denny Lu e Mike Myhre | Dave Rapp | 1 de junho de 2019 10 de agosto de 2019     | 910                | N/A                    |
| Obcecada em pegar uma criatura mágica, Apple Bloom estraga os planos de Applejack, que quer fazer uma colheita ordenada. |    |                                                                 |                       | |                                             |                    |                        |
| 207 | 11 | "Orientando Alunos/Conselho de Estudantes" "Student Counsel"    | Denny Lu e Mike Myhre | Josh Haber | 8 de junho de 2019 10 de agosto de 2019     | 911                | N/A                    |
| Starlight Glimmer aprecia seu papel como conselheira da escola e incentiva os alunos a falarem com ela a qualquer momento. |    |                                                                 |                       | |                                             |                    |                        |
| 208 | 12 | "A Última Cruzada" "The Last Crusade"                           | Denny Lu e Mike Myhre | Nicole Dubuc | 15 de junho de 2019 30 de julho de 2022     | 912                | N/A                    |
| Visitantes inesperados chegam em Ponyville para tentar acabar com os Cutie Mark Crusaders para sempre. |    |                                                                 |                       | |                                             |                    |                        |
| 209 | 13 | "Entre o Escuro e o Amanhecer" "Between Dark and Dawn"          | Denny Lu e Mike Myhre | Gail Simone | 22 de junho de 2019 3 de agosto de 2020     | 913                | N/A                    |
| As Mane 6 lutam para cobrir os muitos deveres reais das princesas, enquanto Celestia e Luna estão de férias. |    |                                                                 |                       | |                                             |                    |                        |
| 210 | 14 | "A Ultima Risada" "The Last Laugh"                              | Denny Lu e Mike Myhre | Michael P. Fox e Wil Fox | 3 de agosto de 2019 4 de agosto de 2020     | 914                | N/A                    |
| Pinkie Pie procura ajuda do Cheese Sandwich para encontrar o seu propósito na vida. |    |                                                                 |                       | |                                             |                    |                        |
| 211 | 15 | "2, 4, 6, Arrasa!" "2, 4, 6 Greaaat"                            | Denny Lu e Mike Myhre | Kaita Mpambara | 10 de agosto de 2019 5 de agosto de 2020    | 915                | N/A                    |
| Rainbow Dash fica chocada ao saber que ela não está treinando para a nova equipe de basebol da Escola da Amizade. |    |                                                                 |                       | |                                             |                    |                        |
| 212 | 16 | "Uma Busca Trivial" "A Trivial Pursuit"                         | Denny Lu e Mike Myhre | Brittany Jo Flores | 17 de agosto de 2019 6 de agosto de 2020    | 916                | N/A                    |
| Twilight Sparkle está emparelhado com Pinkie para uma noite de Trote Trivial, para a consternação de Twilight. |    |                                                                 |                       | |                                             |                    |                        |
| 213 | 17 | "O Contratempo de Sol de Verão" "The Summer Sun Setback"        | Denny Lu e Mike Myhre | Michael Vogel | 24 de agosto de 2019 7 de agosto de 2020    | 917                | N/A                    |
| As Mane Six tentam finalizar a extraordinária Celebração do Solstício de Verão da Celestia e Luna. |    |                                                                 |                       | |                                             |                    |                        |
| 214 | 18 | "Ela Fala com Angel" "She's Talks to Angel"                     | Denny Lu e Mike Myhre | Nick Confalone | 31 de agosto de 2019 10 de agosto de 2020   | 918                | N/A                    |
| Fluttershy procura ajuda de Zecora para entender seu coelho de estimação, Angel. |    |                                                                 |                       | |                                             |                    |                        |
| 215 | 19 | "Dragão Disputado" "Dragon Dropped"                             | Denny Lu e Mike Myhre | Josh Haber | 7 de setembro de 2019 11 de agosto de 2020  | 919                | N/A                    |
| Quando Spike deixa de passar tempo de qualidade com Rarity, Rarity teme que possa ter feito algo errado. |    |                                                                 |                       | |                                             |                    |                        |
| 216 | 20 | "Com Um Casco Dentro" "A Horse Shoe-In"                         | Denny Lu e Mike Myhre | Ariel Shepherd-Oppenheim | 14 de setembro de 2019 12 de agosto de 2020 | 920                | N/A                    |
| Starlight Glimmer procura um Vice Headmare para a Escola da Amizade. |    |                                                                 |                       | |                                             |                    |                        |
| 217 | 21 | "Daring em Dúvida" "Daring Doubt"                               | Denny Lu e Mike Myhre | Nicole Dubuc | 21 de setembro de 2019 13 de agosto de 2020 | 921                | N/A                    |
| Fluttershy parte em busca de um misterioso escritor que publica suas próprias versões de aventuras de Daring Do. |    |                                                                 |                       | |                                             |                    |                        |
| 218 | 22 | "Crescer É uma Coisa Difícil" "Growing Up is Hard to Do"        | Denny Lu e Mike Myhre | Ed Valentine | 28 de setembro de 2019 14 de agosto de 2020 | 922                | N/A                    |
| As Cutie Mark Crusaders descobrem que crescer é muito mais difícil do que elas pensavam. |    |                                                                 |                       | |                                             |                    |                        |
| 219 | 23 | "A Pergunta do Big Mac" "The Big Mac Question"                  | Denny Lu e Mike Myhre | Josh Haber e Michael Vogel | 5 de outubro de 2019 17 de agosto de 2020   | 923                | N/A                    |
| As coisas dão errado quando Big McIntosh e Sugar Belle decidem se casar. |    |                                                                 |                       | |                                             |                    |                        |
| 220 | 24 | "O Fim do Fim" (Parte 1) "The Ending of the End" (Part 1)       | Denny Lu e Mike Myhre | Nicole Dubuc | 12 de outubro de 2019 18 de agosto de 2020  | 924                | N/A                    |
| Uma aliança de vilões libera seu poder sobre Equestria. |    |                                                                 |                       | |                                             |                    |                        |
| 221 | 25 | "O Fim do Fim" (Parte 2) "The Ending of the End" (Part 2)       | Denny Lu e Mike Myhre | Michael Vogel | 12 de outubro de 2019 19 de agosto de 2020  | 925                | N/A                    |
| As Mane Six enfrentam os inimigos mais perigosos de Equestria para derrotarem Grogar. |    |                                                                 |                       | |                                             |                    |                        |
| 222 | 26 | "O Ultimo Problema" "The Last Problem"                          | Denny Lu e Mike Myhre | Josh Haber | 12 de outubro de 2019 1 de agosto de 2022   | 926                | N/A                    |
| Em um futuro distante, a Princesa Twilight Sparkle tenta resolver o problema de amizade de um estudante. |    |                                                                 |                       | |                                             |                    |                        |